# Az Alkotó
Az Alkotó (eredeti cím: The Creator) 2023-ban bemutatott amerikai sci-fi film, amelyet Gareth Edwards rendezett. A főbb szerepekben John David Washington, Gemma Chan, Vatanabe Ken, Sturgill Simpson és Allison Janney látható.
Amerikában 2023. szeptember 29-én, míg Magyarországon 2023. szeptember 28-án mutatták be a mozikban.

## Cselekmény
2065-ben az amerikai kormány által létrehozott mesterséges intelligencia felrobbant egy nukleáris robbanófejet Los Angeles felett. Válaszul az USA és nyugati szövetségesei megfogadják, hogy kiirtják a mesterséges intelligenciát a Földről, hogy megakadályozzák az emberiség kihalását. Erőfeszítéseiknek ellenáll Új-Ázsia, egy délkelet-ázsiai ország, amelynek népe a nyugati felháborodás ellenére továbbra is elfogadja a mesterséges intelligenciát. Az amerikai hadsereg kiterjedt katonai kampányt indít a mesterséges intelligencia ellen, és megpróbálja meggyilkolni "Nirmatát", a rejtélyes főtervezőt, aki az új-ázsiai mesterséges intelligencia fejlődése mögött áll. A USS NOMAD (Észak-amerikai orbitális mobil légvédelmi rendszer) egy olyan fejlett űrállomás, amely képes pusztító támadásokat indítani a Föld körüli pályáról.
Egy évtizeddel Los Angeles után Joshua Taylor őrmester titkos ügynökként dolgozik Új-Ázsiában, és feleségül vette Mayát, akiről az amerikai hadsereg azt hiszi, hogy Nirmata lánya. Miután az amerikai erők megtámadják Taylor otthonát, leleplezve az álcáját, a terhes Maya meghal az ezt követő NOMAD-csapásban. Öt évvel később Taylor a hipocentrum-területen végzett takarítócsoport tagjaként dolgozik Los Angelesben. Megkeresi Andrews tábornok és Howell ezredes az amerikai hadseregből, akik elmondják neki, hogy Maya életben van, és beszervezik egy küldetésre, hogy elpusztítson egy új, a Nirmata által kifejlesztett fegyvert. Új-Ázsiában Taylor felfedezi, hogy a fegyver egy robotikus "szimuláns" lány, aki képes távolról irányítani a technológiát, és "Alfi"-nak nevezi el. A csapásmérő csapat többi tagjától elszakadva, és Howell parancsát megtagadva, hogy megölje Alfit, Taylor és Alfi belépnek egy városba, hogy megtalálják Drew-t, Taylor korábbi parancsnokát.
Alfit vizsgálva Drew elmondja Taylornak, hogy képes a bolygó legerősebb fegyverévé válni, mivel a képességei exponenciálisan nőnek. Az új-ázsiai rendőrök megtámadják Drew lakását, megölik a szimuláns barátnőjét, Kamit, miközben Howell és az osztag tagja, McBride közeledik. Drew segítségével Taylor beméri Maya jeladóját, de nem találja meg, és a csoportot ismét támadás éri. Mielőtt Drew elpusztul, elmondja Taylornak, hogy Maya Nirmata. Taylort és Alfit elfogják az új-ázsiai erők, akiket Harun, egy szimuláns katona és Taylor egykori szövetségese vezet, amikor még beépült, és a falujukba viszik őket.
Harun azt állítja, hogy a Los Angeles-i tragédiát emberi kódolási hiba okozta, és hogy az amerikai kormány igazságtalanul a mesterséges intelligenciára hárítja a felelősséget, akik csak békésen együtt akarnak élni az emberiséggel; Maya lett a második Nirmata az apja halála után. Miután megszökött fogvatartóitól, Taylor megmenti Alfit, és menekülni készül, miközben Howell és az amerikai hadsereg megtámadja a falut. Alfi a képességeivel közbelép, de McBride súlyosan megsebesíti. Nirmatához szállítják, akiről Taylor megtudja, hogy az otthona elleni támadás óta kómában van. Mivel a szimulánsok nem tudnak ártani Nirmatának, a lány "megrekedt", és képtelen meghalni. Az is kiderül, hogy Alfit Maya meg nem született gyermekéről mintázták, akit méhen belül szkenneltek. Taylor leveszi Mayát a lélegeztetőgépről, amikor Howell és az erői megérkeznek. Harun megöli őket, aki elmondja Taylornak, hogy a NOMAD-ot el kell pusztítani ahhoz, hogy a háború véget érjen.
Taylort és Alfit elfogják az amerikai erők, és Los Angelesbe viszik, ahol Taylort arra kényszerítik, hogy egy kábítófegyverrel megölje a lányt. Később azonban Andrews rájön, hogy ez csak egy csel, és a páros megszökik, mielőtt Alfit elhamvasztanák. A Los Angeles-i bolygóközi légi- és űrkikötőben egy holdkomp fedélzetére szállva Alfi arra kényszeríti az űrhajót, hogy a NOMAD fedélzetén szálljon le. Miközben Andrews utasítja a NOMAD-ot, hogy indítson nagyszabású támadást a világszerte megmaradt mesterséges intelligencia bázisok ellen, Taylor időzített robbanószerkezetet helyez el, miközben Alfi kikapcsolja a hajó energiáját. Mielőtt elmenekülhetnének, Andrews aktivál egy csápos robotot, amely megakadályozza, hogy Taylor belépjen Alfi mentőkabinjába. Taylor kilökődik a járműből, és újra találkozik egy Maya hasonmását viselő szimulánssal, akit Alfi egy Howell által letöltött memóriachip segítségével aktivált. Miközben a NOMAD felrobban körülöttük, megállítva a csapást, a pár egy utolsó ölelés és csók között osztozik. Alfi visszatér a Földre, miközben az emberek és a mesterséges intelligencia a háború végét ünneplik.

## Szereplők
| Szerep                    | Színész               | Magyar hang       | Leírás                                                             |
| ------------------------- | --------------------- | ----------------- | ------------------------------------------------------------------ |
| Joshua Taylor             | John David Washington | Orosz Ákos        | Katonai őrmester és az amerikai hadsereg titkos ügynöke.           |
| Alfa-Omega "Alfi"         | Madeleine Yuna Voyles | Fehérvári Júlia   | Robotszimuláns, amely képes a technológia távvezérlésére.          |
| Maya Fey-Taylor / Nirmata | Gemma Chan            | Gáspár Kata       | Az eredeti Nirmata lánya és Taylor felesége.                       |
| Howell ezredes            | Allison Janney        | Kubik Anna        | Ezredes az amerikai hadseregben, aki toborozza Taylort.            |
| Harun                     | Vatanabe Ken          | Kőszegi Ákos      | Szimuláns katona Új-Ázsiában.                                      |
| Drew                      | Sturgill Simpson      | Jászberényi Gábor | Taylor egykori bajtársa és legjobb barátja.                        |
| Omni / Bui őrmester       | Amar Chadha-Patel     | Pásztor Tibor     | Új-Ázsia polgára, aki több szimulánsnak is adományozta a képmását. |
| Sek-on                    | Amar Chadha-Patel     | L. Nagy Attila    | Új-Ázsia polgára, aki több szimulánsnak is adományozta a képmását. |
| McBride                   | Marc Menchaca         | Zöld Csaba        | Az amerikai hadsereg katonái, aki Taylor osztagának tagjai.        |
| Shipley                   | Robbie Tann           | Karácsonyi Zoltán | Az amerikai hadsereg katonái, aki Taylor osztagának tagjai.        |
| Andrews tábornok          | Ralph Ineson          | Schneider Zoltán  | Az amerikai hadsereg tábornoka, aki Taylort toborozza.             |
| Cotton százados           | Michael Esper         | Welker Gábor      | Taylor csapatának kapitánya.                                       |
| Kami                      | Veronica Ngo          | Kókai Tünde       | Drew szimuláns barátnője.                                          |

### Magyar változat
- Magyar szöveg: Gáspár Bence
- Hangmérnök: Csomár Zoltán
- Vágó: Simkóné Varga Erzsébet
- Gyártásvezető: Kincses Tamás
- Szinkronrendező: Nikodém Zsigmond
- Produkciós vezető: Hagen Péter

A szinkront a Mafilm Audio Kft. készítette el.

## A film készítése
A film fejlesztése 2019 novemberében kezdődött, amikor Gareth Edwards leszerződött egy cím nélküli sci-fi projekt rendezésére és írására, amelyet a New Regency fog gyártani. 2020 februárjában hivatalosan is bejelentették, hogy Edwards lesz a rendező.

### Forgatás
2022. január 17-én kezdődött meg a forgatás Thaiföldön. A forgatás 2022. május 30-án fejeződött be.